# The Rev
James Owen Sullivan (9 tháng 3 năm 1981 – 28 tháng 12 năm 2009), còn được biết với nghệ danh The Rev (rút gọn của the Reverend Tholomew Plague), là một nhạc công và nhạc sĩ người Mỹ, nổi bật nhất với vai trò thành viên sáng lập ban nhạc heavy metal Avenged Sevenfold; trong ban nhạc anh chơi trống, dương cầm, hát bè và đồng hát chính. Anh cũng là giọng hát chính kiêm chơi dương cầm trong ban nhạc avant-garde metal Pinkly Smooth và tay trống của ban nhạc ska punk Suburban Legends từ năm 1998 đến 1999.

## Thân thế
Sullivan sinh ngày 9 tháng 2 năm 1981 ở Tustin, California, có gốc gác Ireland và được nuôi theo đạo Công giáo. Anh nhận được cặp dùi trống đầu tiên lúc năm tuổi và bộ trống riêng năm 12 tuổi. Anh bắt đầu chơi trong các ban nhạc từ hồi trung học.

## Sự nghiệp

### Avenged Sevenfold
Trước khi đồng sáng lập ban nhạc Avenged Sevenfold, Sullivan là tay trống của ban nhạc ska punk Suburban Legends. Năm 19 tuổi, anh thu album đầu tiên cùng Avenged Sevenfold có nhan đề Sounding the Seventh Trumpet. 

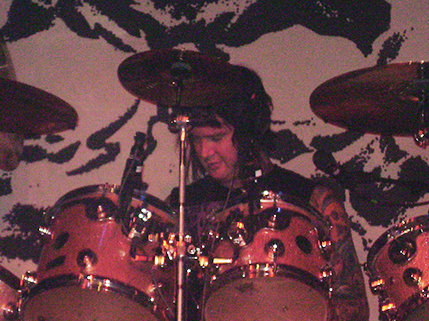
Sulivan chơi trống cùng Avenged Sevenfold vào năm 2008

The Rev là tay trống, sáng tác bài hát, giọng hát và chơi dương cầm cho Avenged Sevenfold. Giọng anh xuất hiện hiện ở nhiều bài hát của Avenged Sevenfold gồm "Strength of the World", "Afterlife", "A Little Piece of Heaven", "Almost Easy", "Scream", "Critical Acclaim", "Lost", "Brompton Cocktail", "Crossroads", "Flash of the Blade" (cover của Iron Maiden), "Art of Subconscious Illusion", "Save Me" và "Fiction". Anh cũng sáng tác và soạn một số bài hát cho Avenged Sevenfold như "A Little Piece of Heaven", "Afterlife", "Almost Easy", "Unbound (The Wild Ride)", "Buried Alive", "Fiction", "Brompton Cocktail", "Welcome to the Family", "Save Me" và nhiều bài khác. Nhằm tăng cường thể lực và sức mạnh trên bàn đạp phơ (pedal) ở album City of Evil, The Rev phải ngồi tập luyện hàng giờ đồng hồ cho đến khi anh có thể đạt tốc độ đánh trống 210 nhip/phút. Avenged Sevenfold đã phát hành một bản demo (bản nháp) của "Nightmare" có sự xuất hiện của The Rev chơi trống điện tử và hát một vài bài.
Tại lễ trao giải thường niên Revolver Golden God Awards lần thứ hai, the Rev thắng giải "Tay trống xuất sắc nhất". Các thành viên trong gia đình anh và Avenged Sevenfold đã lên nhận giải thay The Rev sau khi anh mất.

### Pinkly Smooth
The Rev còn là tay trống của ban nhạc heavy metal/avant-garde metal người Mỹ Pinkly Smooth. Đây là dự án phụ của The Rev ra đời vào hè năm 2001 ở Huntington Beach, California và lúc đầu có the Rev (với cái tên "Rathead") thể hiện phần hát, còn đồng đội ở Avenged Sevenfold là Synyster Gates đánh guitar và các đồng đội cũ ở ban Ballistico, gồm Buck Silverspur (dưới cái tên "El Diablo") chơi bass và Derek Eglit (dưới cái tên "Super Loop") chơi trống. Họ chỉ phát hành một album là Unfortunate Snort, - tác phẩm có sự tham gia của cựu tay bass Justin Meacham (dưới nghệ danh "Justin Sane") của Avenged Sevenfold với vai trò chơi keyboard.

## Tử vong
Ngày 28 tháng 12 năm 2009, Sullivan bị phát hiện bất động tại tư gia ở Huntington Beach, rồi được tuyên bố tử vong sau khi nhập viện. Cảnh sát loại trừ hành động mưu sát và ghi nhận anh tử vong dường như là do nguyên nhân tự nhiên. 
Một cuộc khám nghiệm tử thi tiến hành vào ngày 30 tháng 12 năm 2009 chưa cho ra kết luận, nhưng kết quả xét nghiệp độc tính vào tháng 6 cho thấy anh tử vong vì dùng quá liều oxycodone (percocet), oxymorphone (chất chuyển hóa của oxycodone), diazepam (Valium), nordiazepam (chất chuyển hóa của diazepam) và alcohol. Nhân viên điều tra lưu ý tim to (cardiomegaly) là "tình trạng nghiêm trọng" có thể phần nào dẫn đến cái chết của Sullivan.
Ngày 6 tháng 1 năm 2010, một đám tang riêng được tổ chức cho Sullivan. Ngay sau khi anh mất, Avenged Sevenfold dành tặng album phòng thu thứ năm Nightmare để tưởng nhớ anh, cũng như một số bài hát, trong đó có bài "So Far Away" do đồng đội (và bạn thuở nhỏ) Synyster Gates sáng tác và bài "Fiction" do chính the Rev sáng tác ba ngày trước khi anh ra đi. M. Shadows và Gates chia sẻ trong một buổi phỏng vấn với Hard Drive Radio:
Điều đáng sợ nhất là có một bài trong album có nhan đề 'Fiction' [biệt hiệu mà chính Rev đặt cho mình] vốn bắt đầu với cái tên 'Death.' Và đấy là bài hát cuối mà The Rev sáng tác cho album, và khi anh ấy gửi bài, anh nói: 'Chính nó, đấy là bài hát cuối cho đĩa nhạc này.' Và rồi ba hôm sau thì anh ấy chết."

## Lối chơi
Sullivan sở hữu khả năng đặc trưng gọi là "double-ride thing" hay "Double Octopus", theo như Rev giải thích thì cái đó "chỉ thiếu định nghĩa rõ ràng hơn." "Double-ride thing" là kỹ thuật có thể nghe thấy trong các bài như "Almost Easy", "Critical Acclaim", "Crossroads" và "Dancing Dead"; trong kỹ thuật này, Sullivan tăng gấp đôi nhịp nhanh giữa trống trầm và chũm chọe to (ride cymbal).

## Di sản và ảnh hưởng

### Ảnh hưởng
Những ảnh hưởng đầu tiên đến The Rev là các nghệ sĩ Frank Zappa và King Crimson. Ngoài ra, The Rev chia sẻ trong một lần phỏng vấn với Modern Drummer rằng anh "...được nuôi dưỡng [nhờ Zappa và Crimson] nhiều như rock và metal vậy." Anh cũng chịu ảnh hưởng từ những tay trống gồm Vinnie Paul, Mike Portnoy (sau này chính ông thay thế anh tạm thời ở Avenged Sevenfold), Dave Lombardo, Lars Ulrich và Terry Bozzio; anh chia sẻ: "Thật khôi hài [...] khi nói về toàn bộ những nguồn ảnh hưởng đến tôi, Tommy Lee thì ảnh hưởng về mặt hình ảnh. Tôi chưa bao giờ nghĩ ra được sẽ chọn ai trong số đó."

### Di sản
Trong cuộc bầu chọn trực tuyến "Top 10 tay trống vĩ đại nhất" của độc giả Ultimate Guitar, the Rev xuất hiện ở vị trí số tám, cao hơn Bill Ward của Black Sabbath và thấp hơn Keith Moon của the Who. Năm 2017, anh lại xuất hiện (ở vị trí số năm) trong danh sách Top 25 tay trống kiêm hát của Ultimate Guitar.
Dàn trống trầm dải âm trung (triple bass drum kit) của The Rev từ Taste of Chaos tour (2008) được quyên tặng để trưng bày tại quán Hard Rock Cafe ở Las Vegas. Một dàn trống khác anh từng sử dụng cũng được trưng bày ở quán Hard Rock Cafe tại Gatlinburg, Tennessee.

## Danh sách đĩa nhạc

### với Suburban Legends
- Origin Edition (1999)

### với Pinkly Smooth
- Unfortunate Snort (2001)

### với Avenged Sevenfold
- Sounding the Seventh Trumpet (2001)
- Waking the Fallen (2003)
- City of Evil (2005)
- Avenged Sevenfold (2007)
- Live in the LBC & Diamonds in the Rough (2008)
- Nightmare (2010)
- Life Is But a Dream... (2023)